# Daniel Freedman
Pour les articles homonymes, voir Freedman.
Daniel Z. Freedman, né le 5 mars 1939 à Hartford (Connecticut), est un physicien théoricien américain. Il est professeur de physique et de mathématiques appliquées au Massachusetts Institute of Technology (MIT). Il est réputé pour ses travaux sur la supergravité.

## Études
Daniel Freedman accomplit son premier cycle universitaire à l'université Wesleyenne et obtient son doctorat à l’université du Wisconsin à Madison. Il est nommé professeur de  mathématiques appliquées au MIT en 1980 et professeur adjoint de physique en 2001. Avant de rejoindre le MIT, il est professeur à l'université Stony Brook.

## Supergravité
En 1976, avec Sergio Ferrara et Peter van Nieuwenhuizen, Daniel Freedman élaborent la théorie de la supergravité. Ils sont à l’époque tous les trois en poste à l'université Stony Brook. La supergravité, qui généralise la théorie de la relativité générale d’Einstein en incorporant l’idée, alors nouvelle, de la supersymétrie, devint rapidement un pilier de la physique théorique.
Dans la décennie suivante, ses multiples implications en physique au-delà du modèle standard, en théorie des supercordes et en mathématiques deviennent de plus en plus évidentes, en sorte qu'aujourd'hui, trente années plus tard, la supergravité demeure toujours un sujet du même niveau d'intérêt. Pour ses travaux sur la supergravité, Freedman, qui est ancien lauréat de la Sloan Research Fellowship, et deux fois de la Guggenheim Fellowship, reçoit en 1993 la Médaille et le Prix Dirac, donne en 2002 les conférences Andrejewski en physique mathématique, et reçoit en 2006 le Prix Dannie Heineman pour la physique mathématique (comme la Médaille Dirac, conjointement avec Sergio Ferrara et Peter van Nieuwenhuizen) "pour la construction de la supergravité".

## Recherche
Daniel Freedman est professeur au MIT. Ses travaux de recherche concernent la théorie quantique des champs, la gravité quantique, et la théorie des supercordes en insistant sur le rôle de la supersymétrie. Il s'est plus récemment concentré sur la correspondance_AdS/CFT dans laquelle la limite de couplage fort de certaines théories de jauges à 4 dimensions, peuvent être obtenues par des calculs de supergravité en dimension 5.